# 親愛的大衛
《親愛的大衛》（英語：Dear David）是一部2023年美國超自然恐怖片，改編自亞當·艾利斯（Adam Ellis）的同名推特貼文，講述前BuzzFeed員工艾利斯被一個遭惡魔附身的小男孩鬼魂所擾。電影由約翰·麥菲爾執導，奧古斯塔·普魯飾演艾利斯，其他演員包括安潔雅·方、小勒內·埃斯科瓦爾（René Escobar Jr.）、卡麥隆·尼科爾（Cameron Nicoll）和賈斯汀·隆。
《親愛的大衛》為BuzzFeed製片室與狮门影视公司聯合製作的第三部作品，2023年10月13日在美國院線、隨選視訊（VOD）及數位發行。電影獲得普遍負面的評價，評論家主要批評製作和編劇缺乏靈感且空洞，整體節奏乏味無力和角色刻畫不足。

## 演員
- 奧古斯塔·普魯飾演亞當·艾利斯（Adam Ellis）
- 安潔雅·方（英语：Andrea Bang）飾演伊芙琳（Evelyn）
- 小勒內·埃斯科瓦爾（René Escobar Jr.）飾演凱爾·桑切斯（Kyle Sanchez）
- 卡麥隆·尼科爾（Cameron Nicoll）飾演大衛（David）
- 賈斯汀·隆飾演布萊斯（Bryce）
- 瑞秋·威爾森（英语：Rachel Wilson）飾演琳達（Linda）
- 翠西亞·布萊克（英语：Tricia Black）飾演諾里斯（Norris）

## 製作
《親愛的大衛》是BuzzFeed作家亞當·艾利斯（Adam Ellis）發表的推特貼文，描述了自己與鬼魂的遭遇。該故事於2017年8月7日至12月12日更新，並在網上瘋傳，令艾利斯在推特上擁有超過100萬粉絲。2018年6月6日，BuzzFeed製片室宣布計劃將此故事改編成長片，由麥克·范·韋斯（Mike Van Waes）編寫改編劇本。在一次採訪中，艾利斯聲稱自己的故事都取自真實際遇，「我從來沒有興趣讓任何人相信鬼魂是真的，只是想講述我的故事。」2018年11月，新線影業獲得了該故事的版權。
2020年7月，BuzzFeed製片室與狮门影视公司宣布建立合作夥伴關係，共同製作並發行多部故事片。2021年11月，BuzzFeed和獅門影業從新線影業收購了該故事的版權，並聘請約翰·麥菲爾執導電影。《親愛的大衛》在加拿大多倫多進行主要拍攝，並於2021年12月宣告殺青。2022年1月，賈斯汀·隆、奧古斯塔·普魯和安潔雅·方確認參演。

## 發行
《親愛的大衛》最初定於2022年發行。之後被改期至2023年10月13日在美國上映。

## 外部連結
- 互联网电影数据库（IMDb）上《親愛的大衛》的资料（英文）